# Legibilidade
A legibilidade é uma qualidade que determina a facilidade de leitura de alguma coisa. Em tipografia, a legibilidade é a qualidade tipográfica de um texto (ou caracter tipográfico) que determina a sua facilidade de leitura. Para que uma página impressa seja considerada legível, é preciso que o leitor converta, o mais rápido possível, símbolos tipográficos em conceitos.

## Pesquisa científica
A pesquisa empírica da legibilidade de letras e números, auxiliada por métodos científicos, conta com mais de 100 anos. Em 1888, o pesquisador Berman Sanfords publicou um estudo sobre a legibilidade comparada de pequenas letras. Só em 1928 os cientistas Miles Tinker e Donald Paterson acrescentam um importante estudo sobre a rapidez de leitura em função da tipografia usada.

## Parâmetros
Parâmetros como o desenho da fonte, o corpo, a largura, o ângulo, o estilo (bold, maiúsculas), a cor, o contraste da forma da letra com seu plano de fundo, a textura e o brilho do papel, o comprimento das linhas, o entrelinhamento, a medida do espacejamento e das margens têm enorme peso na legibilidade de um texto.
As formas das letras são desenhadas de modo a apresentar um aspecto nítido e conciso. Isto não significa que uma fonte legível não possa ter características singulares, mas significa que, nos ambientes mais exigentes, as formas individuais da fonte devem manter um alto grau de visibilidade.

## Altura X e corpo do texto
A legibilidade depende, sobretudo, da altura de x do tipo escolhido. Em geral, os tipos de letra mais legíveis são os que têm caracteres com espaços interiores abertos ou fechados maiores, o que implica uma grande altura de x. Mas se a altura de x for grande, os ascendentes e descendentes serão relativamente curtos. Isto não só afeta a legibilidade dos caracteres individuais (fazendo normalmente com que o “h” e o “n” e o “i” e o “l”, entre outros pares, sejam confundidos um com o outro), como também dificulta a identificação das formas das palavras.

Se a tipografia utilizada apresenta uma grande altura de x, o corpo da fonte deverá variar entre 8 e 10 pontos para que o texto seja legível.

Os espaços internos (contorno interior do espaço fechado ou parcialmente fechado de uma forma de letra) amplos são fundamentais para ajudar a distinguir alguns dos caracteres que são utilizados com maior frequência ,  como “e”, “a”, “s”, “c” e “o”.

Se o tipo escolhido apresenta uma altura de x pequena, o corpo usado deverá estar entre 10 e 11 pontos.

Um corpo menor do que 8 pontos não será fácil de ler, pois não permite o rápido reconhecimento das letras. Assim, se for necessária a utilização de um corpo menor por conta de restrições do espaço, deverá ser escolhido um tipo condensado, que tenha uma grande altura de x.

Os caracteres que são mais facilmente confundidos uns com os outros são: o “i”, “j’ e “l”; e o “f” e “t”. Em muitas fontes o “l” também é quase igual ao algarismo 1 e o “O” maiúsculo assemelha-se ao 0 (zero).

O tamanho individual das letras também afeta a legibilidade. Por exemplo, o “m” e o “w” são mais legíveis que o “i” ou o “l”, simplesmente porque têm dimensões maiores.

Palavras compostas apenas com letras maiúsculas são menos legíveis do que palavras compostas em caixa baixa. Tipos itálicos reduzem a legibilidade, mas tipos bold não, uma vez que tenham rebaixos abertos. Para pessoas com problemas de visão, os tipos semi-bold são os mais indicados.

O tamanho do tipo é um dos elementos tipográficos que mais influenciam na questão da legibilidade, entretanto, é pouco provável que a ampliação muito além do tamanho necessário para o tipo ser visível aumente sua legibilidade.

A maior espessura ou o negro mais marcado de um tipo, embora sejam de menor importância em comparação com o tamanho, também melhoram a legibilidade.

Outra condição que rege a legibilidade é o contraste tonal entre a palavra e o substrato. Nos casos em que o tom da palavra e do fundo são parecidos a legibilidade será prejudicada. Observa-se também que um texto impresso a preto fica mais legível sobre um papel de tonalidade bege e mate do que sobre um papel alvo e brilhante. A combinação da superfície com um grande contraste torna a leitura penosa e cansativa.
Muitas fontes tipográficas são criadas para atender às dificuldades de leitura específicas de um veículo de comunicação, como no caso da fonte Times New Roman, criada por Stanley Morison para atender as limitações de tamanho e impressão da tipografia do jornal inglês The Times.

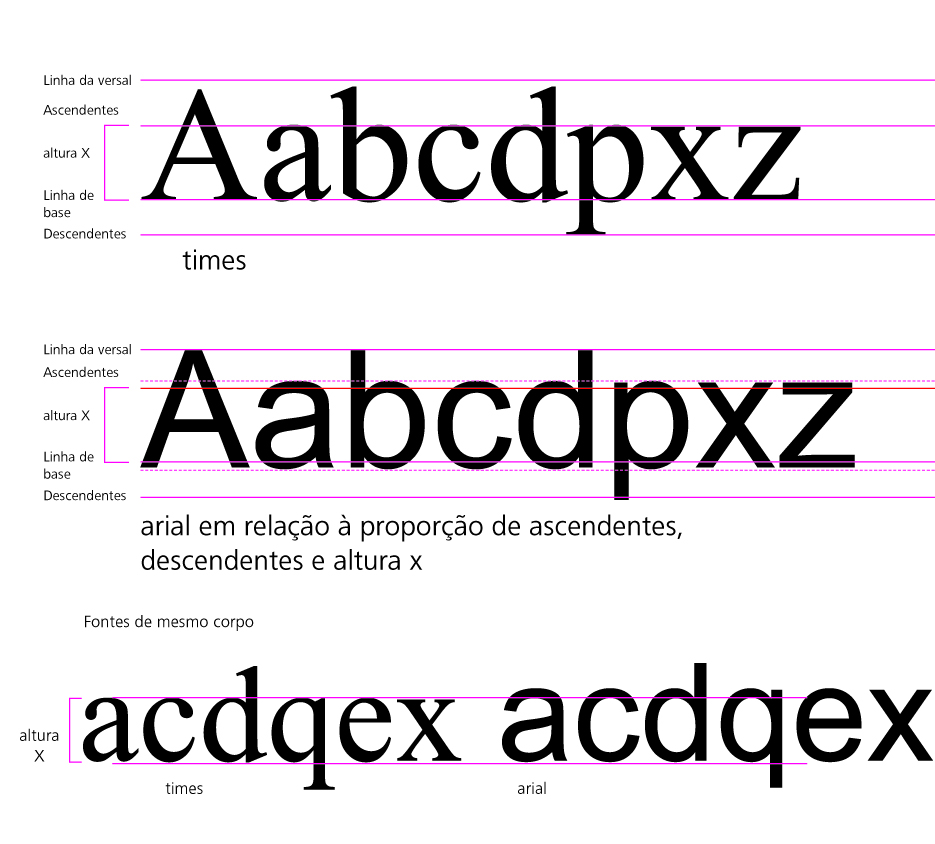
Arial e Times de mesmo corpo: notem como a altura X da arial é maior que a da Times. Fontes de mesmo corpo podem ter proporções distintas devido à altura X.